# Казелли, Кьяра
Кьяра Казелли (итал. Chiara Caselli; род. 22 декабря 1967, Болонья) — итальянская актриса и фотограф.
Окончила Болонский университет, играла на сцене в Театро Стабиле в Больцано. Дебютировала в кино в 1989 году в фильме Франческо Мазелли «Секрет». Международную известность завоевала благодаря роли Кармеллы в фильме Гаса ван Сента «Мой личный штат Айдахо» (1991). Далее снималась у Коста-Гавраса («Маленький апокалипсис», 1992), Микеланджело Антониони («За облаками», 1995), Дарио Ардженто («Кровь невинных», 2001), Лилианы Кавани («Игра Рипли», 2002) и других известных режиссёров.
Как фотограф имела ряд персональных выставок, в том числе в рамках Венецианской биеннале (2011).